# Jan Jaroszek
Jan Jaroszek (* 1986 in Stuttgart) ist ein deutscher Schauspieler.

## Leben
Jan Jaroszek wurde in Stuttgart geboren und wuchs in Reutlingen auf. Nach seinem Abitur 2005 nahm er an Theater Total in Bochum teil. Daraufhin hospitierte er in Berlin am Deutschen Theater und am Maxim Gorki Theater. Von 2007 bis 2011 studierte er Schauspiel an der HMTM Hannover. Bereits während seines Studiums war er am Theater Bremen und bei den Bad Hersfelder Festspielen als Gast engagiert. Nach dem Studium war er von 2011 bis 2013 Ensemblemitglied am Schauspiel Staatstheater Stuttgart unter der Intendanz von Hasko Weber.
Seit 2013 arbeitet Jaroszek freischaffend. Er war als Gast am Hans Otto Theater Potsdam, am Schauspiel Essen, am Theater Bonn und am Jungen Staatstheater in Berlin tätig. Außerdem arbeitet er regelmäßig in der freien Szene mit den Gruppen machina eX und Prinzip Gonzo.
Des Weiteren konnte man Jaroszek in deutschen Film- & Fernsehproduktionen sehen.

## Filmografie (Auswahl)
- 2013: Die Ahnen der Queen, Regie: Hannes Schuler
- 2014: Huck – Cannstatter Kurve, Regie: Patrick Winczewski
- 2016: Kosmonautensehnsucht, Bester Mittellanger Film, achtung berlin – new berlin film award[5], Regie: Catharina Göldner
- 2020: I Pay You, Regie: Nora Somaini

## Theater (Auswahl)
- 2010: Die Räuber, Rolle: Spiegelberg, Regie: Volker Lösch, Theater Bremen
- 2011: Hamlet, Rolle: Horatio, Regie: Jean-Claude Berutti, Bad Hersfelder Festspiele
- 2011: Die Illias, Rolle: Hektor, Regie: Volker Lösch, Schauspiel Staatstheater Stuttgart
- 2012: Die Gerechten, Rolle: Kaljajew, Regie: Volker Lösch, Schauspiel Staatstheater Stuttgart
- 2013: Die Orestie, Rolle: Orest, Regie: Volker Lösch, Schauspiel Staatstheater Stuttgart
- 2014: Die Odyssee: Rolle: Odysseus, Regie: Volker Lösch, Schauspiel Essen
- 2014: Anna Karenina, Rolle: Wronski, Regie: Thomas Krupa, Schauspiel Essen
- 2014: machina eX – Right of Passage, Regie: Anna Sina Fries, FFT Düsseldorf, nominiert für den Friedrich-Luft-Preis[6]
- 2014: Spiel des Lebens, Regie: Prinzip Gonzo, Ballhaus Ost, Gewinner des nachtkritik Theatertreffens[7]
- 2015: machina eX – TOXIK, Regie: Anna Sina Fries, HAU Berlin
- 2016: Asip und Jenny, Rolle: Asip, Regie: Robert Neumann, Hans Otto Theater Potsdam
- 2016: Nathan, Rolle: Tempelherr, Regie: Volker Lösch, Theater Bonn
- 2017: Bonnopoly, Regie: Volker Lösch, Theater Bonn
- 2018: machina eX – Endgame, R: Anna Sina Fries, Münchner Kammerspiele
- 2018: Fleck & Frevel, Regie: Prinzip Gonzo, Ballhaus Ost
- 2019: Die Legende von Sorge und Elend, R: Janek Liebetruth, Theaternatur Festival
- 2020: machina eX – Homecoming, R: Yves Regenass, HAU Berlin

## Hörspiele
- 2019: Die Jahre aus Gold und Eis von Tom Peuckert, RBB
- 2022: Der Ring des Nibelungen von Richard Wagner, RBB
- 2024: Was zündet, was brennt von Magdalena Schrefel, WDR[8]
- 2024: Oma verbuddeln (Kinderhörspiel) von Birgit Schössow, WDR
- 2025: Forever Club – Mystery-Hörspiel-Podcast von Jette Volland, WDR[9]